# Bean Belt

De Bean Belt (geel) met de grootste koffieproducerende landen (groen) in 2011

De Bean Belt (Bonengordel) is het gebied tussen de Kreeftskeerkring en de Steenbokskeerkring waarin alle koffieplanten voor de wereldproductie van koffie verbouwd worden.